# Головин, Александр Сергеевич (хоккеист)
Алекса́ндр Серге́евич Голови́н (род. 26 марта 1983, Усть-Каменогорск) — российский хоккеист, левый нападающий.

## Биография
Родился 26 марта 1983 года в городе Усть-Каменогорске Восточно-Казахстанской области Казахской ССР. По другим данным в пос. Сита.
Первая хоккейная школа — Усть-Каменогорск.
В 2001 году выбран на драфте НХЛ «Чикаго Блэкхокс» в 6 раунде под общим номером — 174.
Играл в составе омского «Авангарда» до 2008 года. В течение этого времени был два раза командирован в ХК «Сибирь» в сезонах 2002/03, 2004/05 и 2005/06, и казанский «Ак Барс» в сезоне 2006/07.
Начал сезон 2008/09 КХЛ в «Авангарде», но 26 сентября 2008 года был отдан в СКА Санкт-Петербург в обмен на защитника Александра Рязанцева. В СКА отыграл один сезон, после чего перебрался в новокузнецкий «Металлург», в котором за два сезона стал одним из лидеров команды и одним из лучших бомбардиров.
Свой последний матч за «Металлург» провел 31 января 2011 года против московского «Спартака», с которым практически сразу, после матча, заключил контракт по системе обмена. Своей новой, будущей, команде Александр забил первый гол в матче, однако «Металлург» все же уступил со счетом 3:4.
За «Спартак» дебютировал сразу же в следующей, выездной, игре против хабаровского «Амура» 2 февраля 2011 года.
В феврале 2013 года перешёл в карагандинскую «Сарыарку», но уже 4 апреля расторг контракт с клубом по обоюдному согласию.
С 28 ноября 2015 года по 2017 год играл в клубе «Сахалин».
В сезоне 2017/18 выступал за румынский клуб «Чиксереда».
С 2018 года играл за клубы Польской хоккейной лиги «Орлик» Ополе, а с 2019 года — «Поморский хоккейный клуб 2014».

## Статистика
| Легенда | Легенда                    | Легенда | Легенда                   | Легенда | Легенда    |
| ------- | -------------------------- | ------- | ------------------------- | ------- | ---------- |
| И       | Количество проведённых игр | Штр     | Штрафное время            | +/−     | Плюс-минус |
| Г       | Голы                       | П       | Голевые передачи          | О       | Очки       |
| -       | Статистика неизвестна      | —       | Статистика не учитывалась |         |            |

### Клубная
- a В «Плей-офф» учитывается статистика игрока в Кубке Федерации.

## Достижения
Командные
| Год  | Команда         | Достижение                            | Достижение |
| ---- | --------------- | ------------------------------------- | ---------- |
| 2001 | Россия (юниор.) | Победитель юниорского чемпионата мира |            |
| 2004 | Авангард        | Чемпион России                        |            |
| 2007 | Ак Барс         | Серебряный призёр чемпионата России   |            |
| 2018 | Чиксереда       | Чемпион Румынии                       |            |
| 2018 | Чиксереда       | Обладатель Кубка Румынии              |            |